# Französischer Militärfriedhof Tân Sơn Nhứt
Koordinaten: 10° 47′ 44,3″ N, 106° 39′ 17″ O
Der Französische Militärfriedhof Tân Sơn Nhứt (französisch cimetière militaire français de Tan Son Nhut), nach der angrenzenden Straßenkreuzung auch als Friedhof Bảy Hiền bezeichnet, war ein Soldatenfriedhof für die französischen Gefallenen des Indochinakrieges (1946–1954) in Südvietnam. Er lag am nordwestlichen Stadtrand von Saigon im Süden des Vororts Tân Sơn Nhứt (bekannt durch den dortigen Flughafen).
Der Friedhof wurde 1955, ein Jahr nach Kriegsende, als Sammelfriedhof (cimetière de regroupement) errichtet; dazu wurden viele Tausende Gefallene, die bisher in lokalen Grabstätten über Südvietnam, Kambodscha und Süd-Laos verteilt bestattet worden waren, hierhin umgebettet. Außer europäischen Franzosen waren auch zahlreiche Angehörige der nord- und westafrikanischen Kolonialtruppen unter den Bestatteten. Neben der Nekropole Ba Huyên in Nordvietnam und dem militärischen Teil des europäischen Friedhofs in Vũng Tàu war der Friedhof von Tân Sơn Nhứt eine der drei großen französischen Kriegsgräberstätten im ehemaligen Indochina.
Während des Vietnamkrieges kam es auf dem Friedhofsgelände zu Gefechten. Nach dem Fall Saigons 1975 kündigte die kommunistische Regierung Anfang der 1980er Jahre die Einebnung der europäischen Friedhöfe an – und widerrief damit eine der auf der Indochinakonferenz geschlossenen Vereinbarungen. Die französische Regierung bemühte sich daraufhin bis 1986 erfolgreich um eine Exhumierung und Repatriierung der Toten in die Indochinakrieg-Gedenkstätte im südfranzösischen Fréjus. Insgesamt wurden in den Jahren 1986/87 die Überreste von 27.239 Toten aus Vietnam nach Frankreich überführt, davon 7.640 aus dem Südteil des Landes. Ende 1986 wurden die Friedhöfe in Tân Sơn Nhứt und Vũng Tàu abgerissen. Der alte europäische Friedhof von Saigon war bereits drei Jahre zuvor zerstört worden, ebenso das auch in Tân Sơn Nhứt gelegene Mausoleum (Lăng Cha Cả) des Pierre Pigneau de Behaine.
An der Stelle des Friedhofs befindet sich heute das Ausstellungs- und Kongresszentrum Tân Bình (Trung Tâm Triển lãm và Hội chợ Tân Bình).